# تضمين عالي الدرجة
التضمين عالي الدرجة هو نوع من التضمين الرقمي عادةً من الدرجة الرابعة أو أعلى. أمثلة: «إبدال بإزاحة الطور» (QPSK) ويُعرف أحيانًا باسم PSK تضمين إزاحة الطور الرباعي، أو 4-PSK، أو 4-QAM.
أو «والتضمين المطالي المتعامد» (m-QAM).

## أنظر أيضا
- إبدال بإزاحة الطور
- درجة التضمين